# Pierre III (roi d'Aragon)
Pour les articles homonymes, voir Pierre III et Pierre le Grand.
Pierre III d'Aragon dit Pierre le Grand, né en 1240 et mort le 11 novembre 1285, est roi d'Aragon et comte de Ribagorce de 1276 à 1285 sous le nom de Pierre III d'Aragon, comte de Barcelone, de Gérone, d'Osona, de Besalú et de Pallars Jussà de 1276 à 1285 sous le nom de Pierre II de Barcelone, roi de Valence de 1276 à 1285 sous le nom de Pierre Ier de Valence et roi de Sicile (insulaire) de 1282 à 1285 sous le nom de Pierre Ier de Sicile.

## Biographie

### Origine et éducation
Premier fils du second mariage du roi Jacques Ier d'Aragon avec Yolande de Hongrie, Pierre naît en juillet ou en août 1240 à Valence,,. En 1241 lui est promise la succession des Îles Baléares, de Valence et de Montpellier. Après la mort de Nuno Sanche de Roussillon en 1242, il reçoit le Roussillon et la Cerdagne. En 1244, une nouvelle répartition de l'héritage paternel lui attribue la Catalogne. Après la mort de sa mère en 1251, son éducation est confiée aux soins de Jaspert IV de Castelnou, de Guillem de Castellnou, frère du précédent, de Gilabert de Cruilles et d'Ato de Foces,.
Pierre est nommé procureur général de Catalogne en 1257. À la mort de son demi-frère Alphonse en 1260, il est désigné comme héritier du royaume d'Aragon, du royaume de Valence et du comté de Barcelone. Son frère Jacques est nommé quant à lui héritier du royaume de Majorque. En 1262, Pierre épouse la princesse Constance de Sicile, fille du roi Manfred de Sicile et petite-fille de l'empereur Frédéric II de Hohenstaufen. En 1269, il exerce la lieutenance générale du royaume d'Aragon, en l'absence de son père engagé dans la croisade,.

### Roi d'Aragon et de Valence
À la mort de son père en 1276, Pierre lui succède comme roi d'Aragon, roi de Valence et comte de Barcelone. Il est couronné à Saragosse en novembre 1276. Il réprime une révolte dans le royaume de Valence, et s'empare de Montesa en 1277. L'année suivante, une partie de la noblesse catalane, dirigée par le comte Roger-Bernard de Foix, se révolte contre le roi. Les barons rebelles, assiégés par l'armée royale à Balaguer, se rendent en juillet 1280.
En janvier 1279, Pierre signe avec son frère cadet Jacques de Majorque le traité de Perpignan. Par ce traité, Jacques s'engage à se rendre chaque année aux Corts Catalanes et à respecter, en Roussillon et en Cerdagne, les Usages de Barcelone, la loi applicable dans toute la principauté de Catalogne. En décembre 1281, Pierre demande une bulle de croisade au pape Martin IV afin d'envahir la Tunisie mais ce dernier refuse. En août 1282, il obtient la main d'Aliénor, fille du roi Édouard d'Angleterre, pour son fils Alphonse.

### Conquête de la Sicile

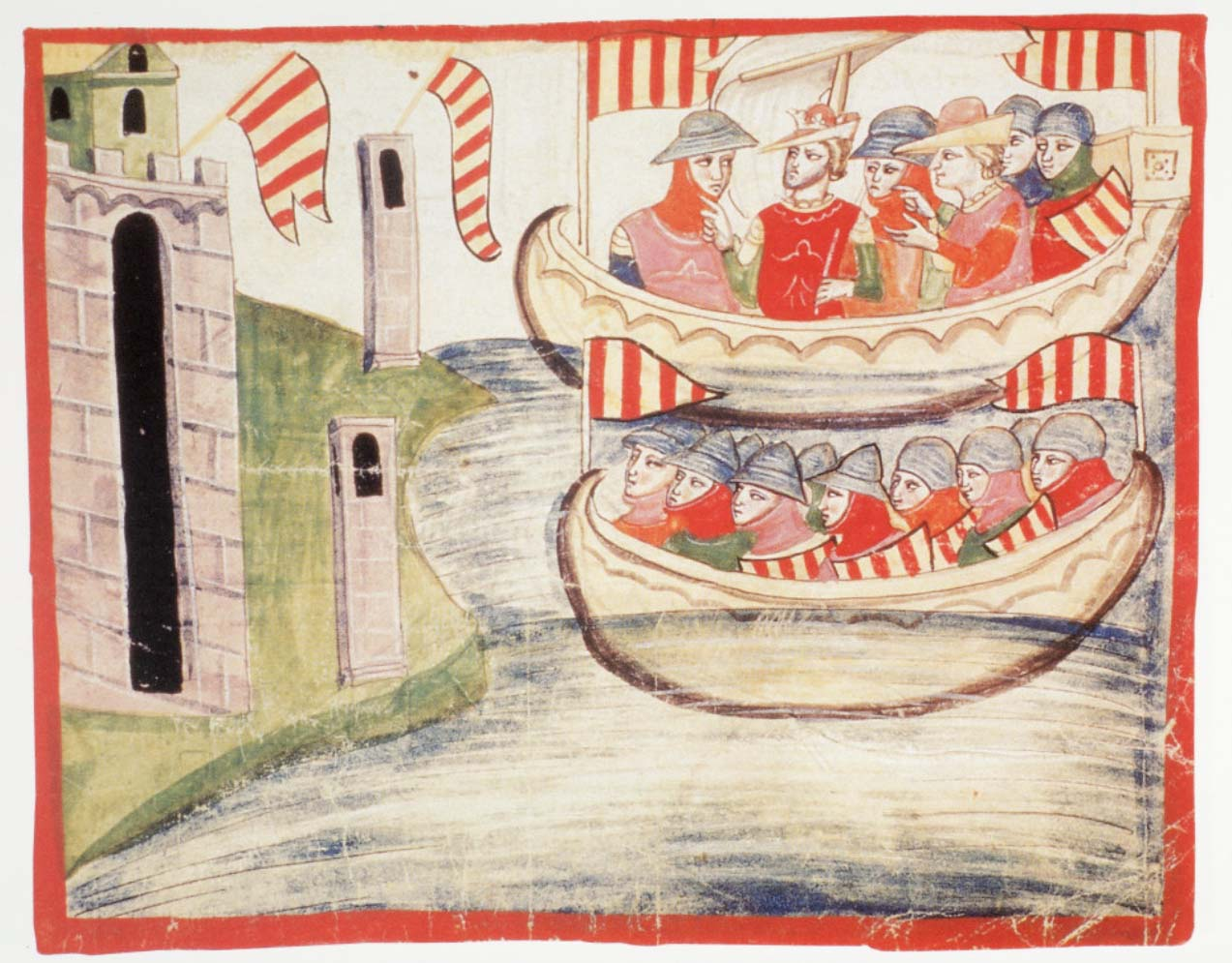
Débarquement de Pierre d'Aragon à Trapani, ms, Biblioteca Vaticana.

Depuis l'exécution en 1268 par Charles d'Anjou du dernier héritier de la maison de Hohenstaufen, Conradin, Pierre est devenu, par son épouse Constance, l'héritier des droits de la famille Hohenstaufen. Les représentants du parti gibelin ont trouvé refuge à la cour d'Aragon ; les Siciliens Roger de Lauria et Jean de Procida occupent ainsi des postes élevés dans l'administration du roi d'Aragon et figurent parmi ses principaux conseillers politiques.
Le 30 mars 1282, une insurrection populaire, connue sous le nom de Vêpres siciliennes, éclate à Palerme. Face à l'hostilité du Saint-Siège et au retour de Charles d'Anjou, les rebelles offrent la couronne de Sicile à Pierre d'Aragon. Pierre accepte l'offre des Siciliens ; il débarque par surprise à Trapani le 30 août 1282 et entre dans Palerme trois jours plus tard. Avec l'appui de ses troupes almogavres, le roi d'Aragon repousse les forces angevines au-delà du détroit de Messine. Couronné roi de Sicile, il abolit les impositions fiscales angevines mais ne reste sur l'île que quelques mois. Il gouverne par l'intermédiaire de son fils Jacques, qui occupe le poste de lieutenant du royaume de Sicile. 

### Lutte contre le roi de France

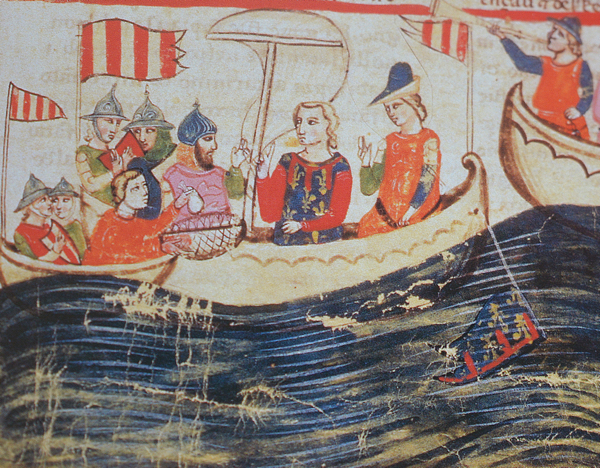
La bataille du golfe de Naples, d'après une miniature du XIVe siècle.

Le 9 novembre 1282, Pierre est officillement excommunié ; la lutte contre le roi d'Aragon prend le caractère d'une croisade. La couronne d'Aragon est confiée par le pape au jeune prince Charles de Valois, fils du roi Philippe III le Hardi. L'excommunication du monarque, ainsi que la guerre ouverte avec le roi de France provoquent une nouvelle rébellion en Aragon.  Aux Cortes d'Aragon, réunies à Saragosse en 1283, Pierre III est contraint d'accorder un privilège général. Ce dernier présente peu de nouveautés et constitue essentiellement une confirmation des précédents fors d'Aragon. 
Pendant ce temps, Roger de Lauria, nommé amiral de la flotte, remporte de nombreux succès contre les Angevins ; il occupe les îles de Malte et de Gozo en 1283, puis l'île de Djerba en 1284. En juin 1284, l'amiral remporte une large victoire navale dans le golfe de Naples, et capture Charles II, fils du roi Charles d'Anjou.
En septembre 1284, Pierre d'Aragon doit aussi écraser la rébellion de Juan Núñez de Lara qui, profitant du désordre politique, tente d'établir une seigneurie indépendante à Albarracín. En mars 1285, une grave insurrection populaire, dirigée par Berenguer Oller, éclate à Barcelone ; celle-ci est rapidement écrasée.

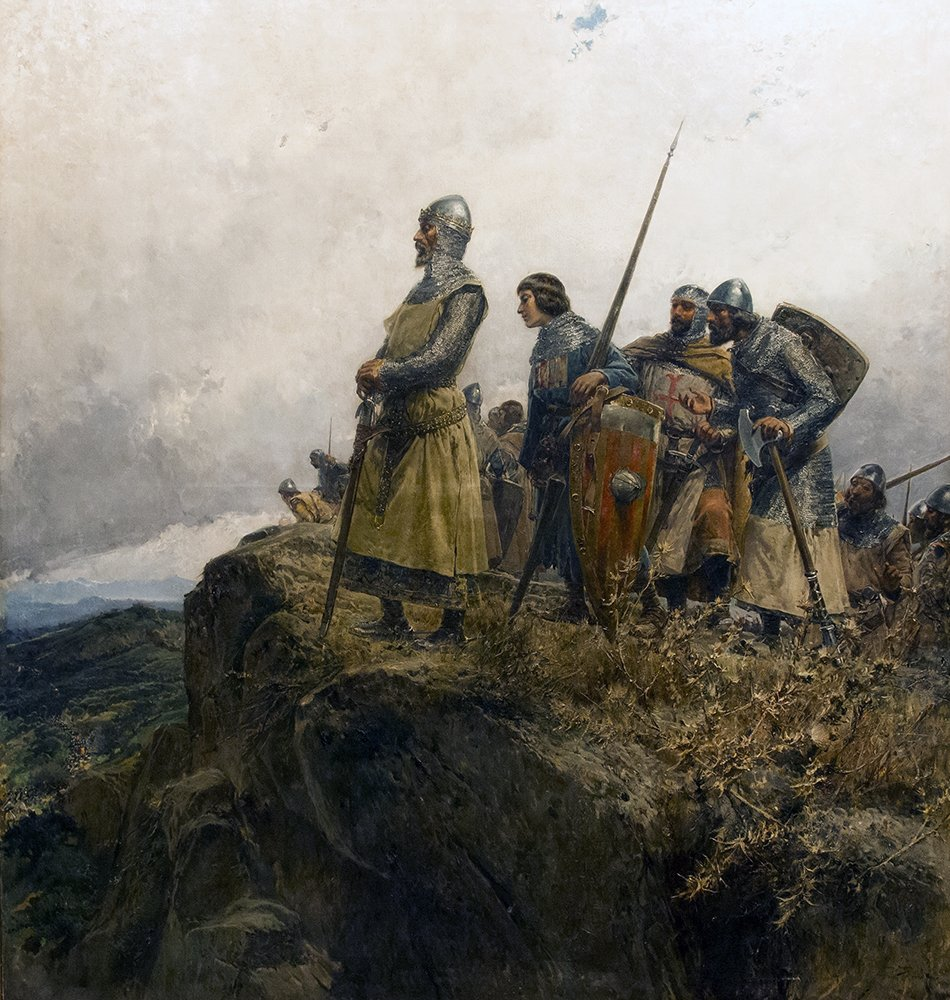
Pierre III au col de Panissars. Mariano Barbasán (XIXe siècle).

Au début de l'année 1285, le roi Philippe III lance officiellement la croisade d'Aragon : il envahit le royaume d'Aragon et met le siège devant Gérone en juin. Il parvient à prendre Gérone mais cette croisade est globalement un échec pour le roi de France. La flotte française est mise en déroute lors de la bataille des Formigues en septembre ; l'armée française, décimée par la dysenterie, est vaincue lors de sa retraite au col de Panissars en octobre. Le roi de France, gravement malade, n'arrive à Perpignan, capitale de son allié Jacques de Majorque, que pour y mourir.
Pierre prépare alors une expédition punitive contre son frère Jacques de Majorque, qui l'a trahi. Mais il meurt le 11 novembre 1285 de la même année à Vilafranca del Penedès. Avant de mourir, il ordonne que le royaume de Sicile soit restitué au pape ; l'ordre n'est pas exécuté mais il lui permet d'obtenir le pardon et de ne pas mourir excommunié.
Après sa mort il laisse le royaume d'Aragon, le royaume de Valence et le comté de Barcelone à son fils aîné Alphonse, tandis que le cadet, Jacques, reçoit le royaume de Sicile. La mort précoce d'Alphonse en 1291 fait revenir l'Aragon, Valence et Barcelone dans les mains de son frère, qui devient roi sous le nom de Jacques II.

## Un roi troubadour
Pierre cultive l'image d'un dirigeant courtois, chevaleresque et mécène. Il accueille de nombreux troubadours à sa cour, comme Cerverí de Girona, Guilhem de Montanhagol ou Paulet de Marseille. Ces troubadours, rémunérés, servent les intérêts de Pierre le Grand et renforcent son prestige. Pierre est lui-même poète, et l'on a conservé de lui au moins deux coblas rédigés en 1285 : le premier, Peire Salvagg’, en greu pessar, est une réponse au troubadour catalan Pere Salvatge ; le second, Can vey En Peyronet ploran, est un dialogue poétique avec le troubadour catalan Peire Peironet.

## Le premier alpiniste?
Vers 1280 a lieu la première ascension attestée du pic du Canigou (pic emblématique des Catalans de 2784 m, situé dans le Roussillon), par Pierre III. Cette ascension est évoquée dans une chronique épique d'un moine italien du XIIIe siècle, Fra Salimbene. Il semble cependant que le monarque ne soit pas allé jusqu'au sommet du pic. En effet, le chroniqueur franciscain écrit que Pierre III vit au sommet un dragon sortant d'un lac. Cette indication pourrait correspondre au lieu-dit « Les Estanyols » (« les étangs »), environ 500 m en contrebas.

## Dans la littérature
L'historien catalan Bernat Desclot a rédigé une Chronique du règne de Pierre III d'Aragon. Rédigée peu après la conquête de la Sicile, elle raconte les faits historiques qui se sont produits en Aragon entre le règne de Pétronille d'Aragon et celui de Pierre III.
Dans la Divine Comédie, Dante Alighieri montre Pierre d'Aragon dans le Purgatoire, « chantant en accord » avec Charles d'Anjou dans la vallée des princes négligents.

## Famille et descendance
De son mariage avec Constance sont nés :
- Alphonse III d'Aragon (1265 – 1291), roi d'Aragon, roi de Valence et comte de Barcelone ;
- Jacques II d'Aragon (1267 – 1327), roi d'Aragon, roi de Valence, comte de Barcelone, roi de Sardaigne et de roi de Sicile ;
- Élisabeth de Portugal (1271 – 1336), « Sainte Élisabeth de Portugal », reine consort de Portugal par son mariage en 1288 avec Denis Ier de Portugal ;
- Frédéric II de Sicile (1272 – 1337), roi de Sicile ;
- Yolande (1273 – 1302), mariée en 1297 avec l'infant Robert de Naples, futur Robert Ier ;
- Pierre d'Aragon (1275 – 1296).

Il a eu trois enfants illégitimes de sa relation extra-conjugale avec María Nicolau :
- Jaime Pérez d'Aragon (c. 1255 – 22 mai 1285), premier seigneur de Segorbe ;
- Juan Pérez d'Aragon ;
- Beatriz Pérez d'Aragon, épouse de Ramón de Cardona, seigneur de Torá.

De sa relation avec Inés Zapata sont nés quatre enfants illégitimes :
- Ferdinand d'Aragon ; son père lui donna la seigneurie d'Albarracín en 1284 ;
- Sanche d'Aragon, seigneur d'Amposta ;
- Pierre d'Aragon, marié avec Constanza Méndez Pelita de Silva, fille de Suero Méndez de Silva ;
- Thérèse d'Aragon, qui se maria trois fois : la première fois avec García Romeu III, homme riche d'Aragon, fils de García Romeu II ; la seconde fois avec Artal de Alagón, seigneur de Sástago et Pina ; et la troisième fois avec Pedro López de Oteiza.